# Amor & Pasión Tour
Amor & Pasión Tour es la gira de conciertos del grupo inglés de crossover clásico Il Divo, del disco Amor & pasión publicado en noviembre de 2015.
La gira dará comienzo el 16 de febrero de 2016 en Dubái, Emiratos Árabes, y terminará, tras ocho meses de gira mundial, pasando por Asia y Europa, el 19 de noviembre de 2016 en California, Estados Unidos.
En España, ofrecerán un total de 5 conciertos, el 5-6-8-10 de junio y 3 de agosto de 2016, en el Auditorio del Fórum de Barcelona; en el Palacio de Deportes de la Comunidad de Madrid (Barclaycard Center); en el Bizkaia Arena de Baracaldo; en el Coliseum da Coruña en La Coruña; y en Marbella, respectivamente. 

## Repertorio
1. Por una cabeza
2. Abrázame
3. Si voy a perderte (Don't Wanna Lose You)
4. Quizás, quizás, quizás (Perhaps, Perhaps, Perhaps)
5. Bésame mucho
6. ¿Quién será?
7. Volver
8. Historia de un amor
9. Eres tú
10. Contigo en la distancia
11. A las mujeres que amé (To All the Girls I've Loved Before)

Bis:
1. Himno de la alegría (Ode to Joy)

| Amor & Pasión Tour - Lista de canciones |
| --- |
| 1. Por una cabeza 2. Abrázame 3. Si voy a perderte (Don't Wanna Lose You) 4. Quizás, quizás, quizás (Perhaps, Perhaps, Perhaps) 5. Bésame mucho 6. ¿Quién será? 7. Volver 8. Historia de un amor 9. Eres tú 10. Contigo en la distancia 11. A las mujeres que amé (To All the Girls I've Loved Before) Bis: 1. Himno de la alegría (Ode to Joy) |

## Fechas del Tour
| Latinoamérica                       |                     |                    |                                      |
| 29 de febrero de 2016               | Ciudad de México    | México             | Arena Ciudad de México               |
| 2 de marzo de 2016                  | Guadalajara         | México             | Auditorio Telmex                     |
| 3 de marzo de 2016                  | Monterrey           | México             | Arena Monterrey                      |
| 6 de marzo de 2016                  | Ciudad de Guatemala | Guatemala          | Explanada Cayalá                     |
| 10 de marzo de 2016                 | Buenos Aires        | Argentina          | Luna Park                            |
| 11 de marzo de 2016                 | Buenos Aires        | Argentina          | Luna Park                            |
| Asia                                |                     |                    |                                      |
| 14 de abril de 2016                 | Sapporo             | Japón              | Hokkaido Prefectural Sports Center   |
| 16 de abril de 2016                 | Sendai              | Japón              | Xebio Arena                          |
| 18 de abril de 2016                 | Osaka               | Japón              | Osaka-jō Hall                        |
| 19 de abril de 2016                 | Osaka               | Japón              | Osaka Festival Hall                  |
| 20 de abril de 2016                 | Nagoya              | Japón              | Nippon Gaishi Hall                   |
| 22 de abril de 2016                 | Hiroshima           | Japón              | Hiroshima Bunka Gakuen Hall          |
| 25 de abril de 2016                 | Tokio               | Japón              | Nippon Budokan                       |
| 26 de abril de 2016                 | Tokio               | Japón              | Nippon Budokan                       |
| 27 de abril de 2016                 | Tokio               | Japón              | Nippon Budokan                       |
| Europa                              |                     |                    |                                      |
| 6 de mayo de 2016                   | Glasgow             | Reino Unido        | The SSE Hydro                        |
| 7 de mayo de 2016                   | Birmingham          | Reino Unido        | Genting Arena                        |
| 8 de mayo de 2016                   | Bournemouth         | Reino Unido        | Bournemouth International Centre     |
| 10 de mayo de 2016                  | Cardiff             | Reino Unido        | Motorpoint Arena Cardiff             |
| 11 de mayo de 2016                  | Leeds               | Reino Unido        | First Direct Arena                   |
| 14 de mayo de 2016                  | Mánchester          | Reino Unido        | Phones 4u Arena                      |
| 14 de mayo de 2016                  | Brighton            | Reino Unido        | Brighton Centre                      |
| 17 de mayo de 2016                  | Dublín              | Irlanda            | 3Arena                               |
| 18 de mayo de 2016                  | Belfast             | Irlanda            | SSE Arena Belfast                    |
| 20 de mayo de 2016                  | Aalborg             | Dinamarca          | Aalborg Hallen                       |
| 23 de mayo de 2016                  | Frankfurt           | Alemania           | Alte Oper                            |
| 24 de mayo de 2016                  | Amberes             | Alemania           | Lotto Arena                          |
| 25 de mayo de 2016                  | Ámsterdam           | Países Bajos       | Ziggo Dome                           |
| 28 de mayo de 2016                  | Hamburgo            | Alemania           | CCH1                                 |
| 30 de mayo de 2016                  | Praga               | República Checa    | O2 Arena                             |
| 31 de mayo de 2016                  | Cracovia            | Polonia            | Tauro Arena                          |
| 1 de junio de 2016                  | Linz                | Austria            | Tips Arena                           |
| 3 de junio de 2016                  | Zúrich              | Suiza              | Hallenstadion                        |
| 5 de junio de 2016                  | Barcelona           | España             | Auditorio                            |
| 6 de junio de 2016                  | Madrid              | España             | Palacio de Deportes                  |
| 8 de junio de 2016                  | Baracaldo           | España             | Bizkaia Arena                        |
| 10 de junio de 2016                 | La Coruña           | España             | Coliseum da Coruña                   |
| 11 de junio de 2016                 | Oporto              | Portugal           | Gondomar                             |
| 12 de junio de 2016                 | Lisboa              | Portugal           | MEO Arena                            |
| 3 de agosto de 2016                 | Marbella            | España             | Starlite Festival                    |
| Estados Unidos de América del Norte |                     |                    |                                      |
| 19 de septiembre de 2016            | Miami Beach         | Florida            | Fillmore                             |
| 21 de septiembre de 2016            | Clearwater          | Florida            | Ruth Eckerd Hall                     |
| 23 de septiembre de 2016            | Jacksonville        | Florida            | Florida Theatre                      |
| 24 de septiembre de 2016            | Atlanta             | Georgia            | Cobb Energy Performing Arts Centre   |
| 25 de septiembre de 2016            | Durham              | Carolina del Norte | Durham Performing Arts Center        |
| 27 de septiembre de 2016            | Washington          | Washington D. C.   | Warner Theatre                       |
| 29 de septiembre de 2016            | Rockefeller Center  | Nueva York         | Radio City Music Hall                |
| 30 de septiembre de 2016            | Bethlehem           | Pensilvania        | Sands Bethlehem Event Center         |
| 1 de octubre de 2016                | Albany              | Nueva York         | Palace Theatre                       |
| 3 de octubre de 2016                | Pittsburgh          | Pensilvania        | Heinz Hall                           |
| 5 de octubre de 2016                | Boston              | Massachusetts      | Citi Performing Arts Center          |
| 7 de octubre de 2016                | Ledyard             | Connecticut        | Foxwoods Resort Casino               |
| 8 de octubre de 2016                | Atlantic City       | Nueva Jersey       | Borgata Hotel & Casino               |
| 10 de octubre de 2016               | Montreal            | Canadá             | Sala Wilfrid Pelletier               |
| 12 de octubre de 2016               | Oshawa              | Canadá             | General Motors Centre                |
| 13 de octubre de 2016               | Toronto             | Canadá             | Casino Rama                          |
| 15 de octubre de 2016               | London              | Canadá             | Budweiser Gardens                    |
| 16 de octubre de 2016               | Detroit             | Míchigan           | Fox Theatre                          |
| 18 de octubre de 2016               | Louisville          | Kentucky           | Louisville Palace                    |
| 19 de octubre de 2016               | Indianápolis        | Indiana            | Murat Theatre                        |
| 22 de octubre de 2016               | Rosemont            | Illinois           | Rosemont Theatre                     |
| 23 de octubre de 2016               | Minneapolis         | Minnesota          | Northrop Auditorium                  |
| 25 de octubre de 2016               | Nashville           | Tennessee          | Ryman Auditorium                     |
| 26 de octubre de 2016               | St. Louis           | Misuri             | Peabody Opera House                  |
| 28 de octubre de 2016               | Dallas              | Texas              | Verizon Theatre                      |
| 29 de octubre de 2016               | Houston             | Texas              | Revention Music Center               |
| 30 de octubre de 2016               | San Antonio         | Texas              | Tobin Center for the Performing Arts |
| 1 de noviembre de 2016              | Denver              | Colorado           | Denver Performing Arts Complex       |
| 6 de noviembre de 2016              | Vancouver           | Canadá             | Queen Elizabeth Theatre              |
| 8 de noviembre de 2016              | Calgary             | Canadá             | Southern Alberta Jubilee Auditorium  |
| 9 de noviembre de 2016              | Edmonton            | Canadá             | Northern Alberta Jubilee Auditorium  |
| 11 de noviembre de 2016             | Portland            | Oregón             | Arlene Schnitzer Concert Hall        |
| 12 de noviembre de 2016             | Reno                | Nevada             | Grand Sierra Resort                  |
| 13 de noviembre de 2016             | San Francisco       | California         | Masonic Auditorium                   |
| 15 de noviembre de 2016             | Phoenix             | Arizona            | Comerica Theatre                     |
| 17 de noviembre de 2016             | Hollywood           | Los Ángeles        | Dolby Theatre                        |
| 18 de noviembre de 2016             | Las Vegas           | Nevada             | Palms Casino Resort                  |
| 19 de noviembre de 2016             | Indio               | California         | Fantasy Springs Resort Casino        |